# Apus affinis
Apus affinis là một loài chim trong họ Apodidae.

## Hình ảnh

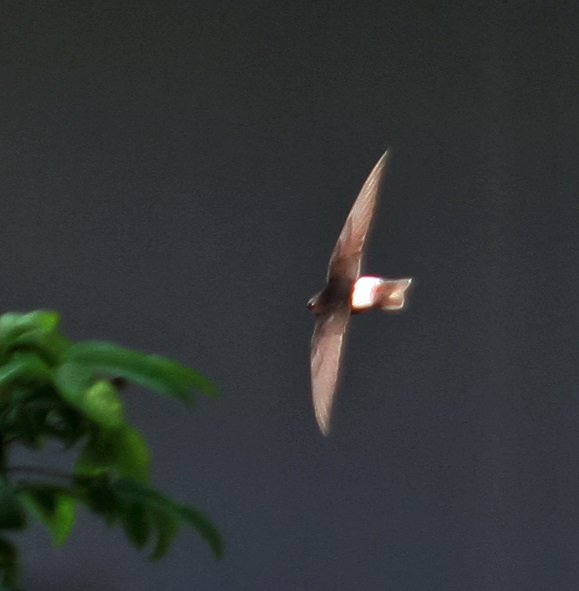
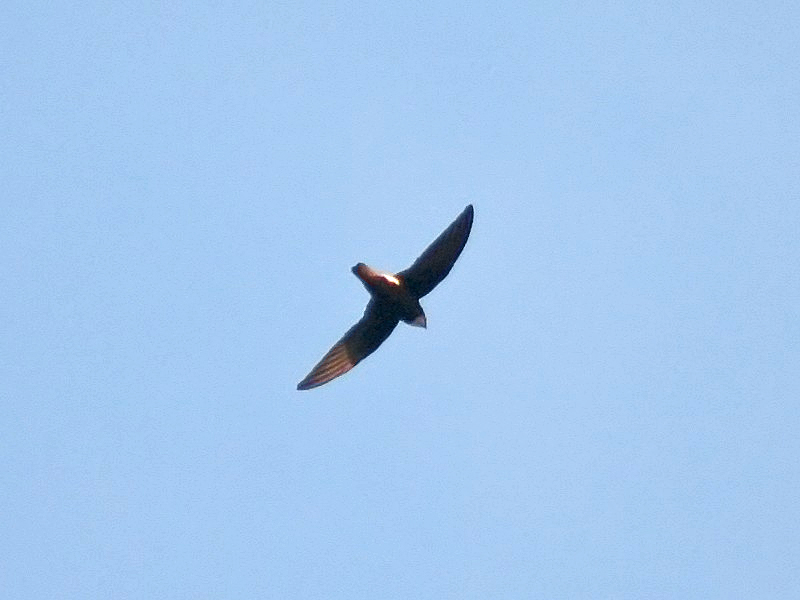
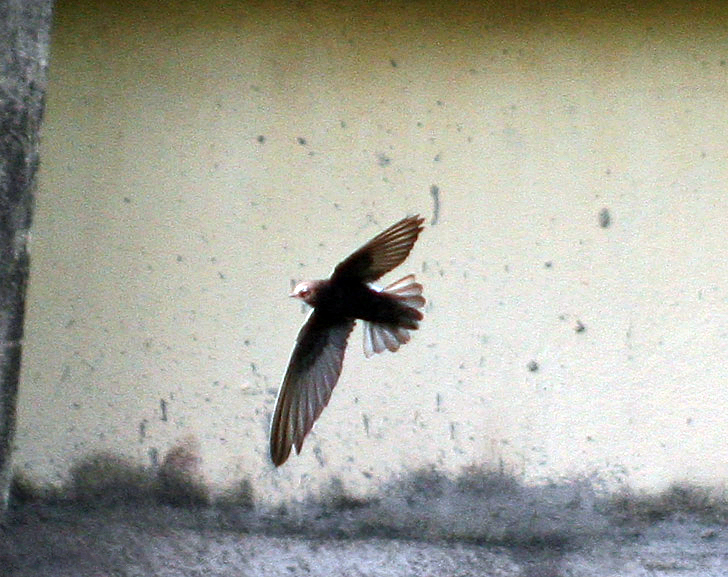
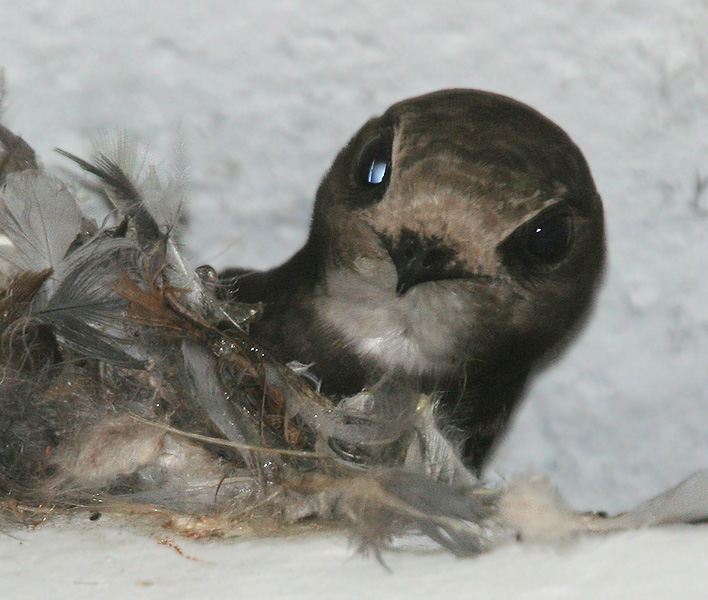
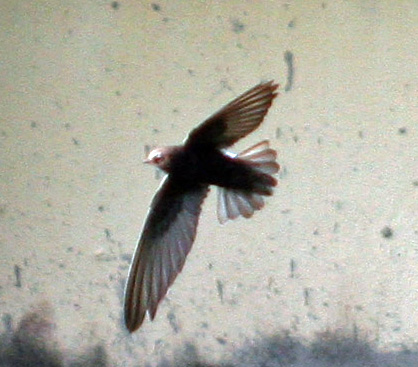
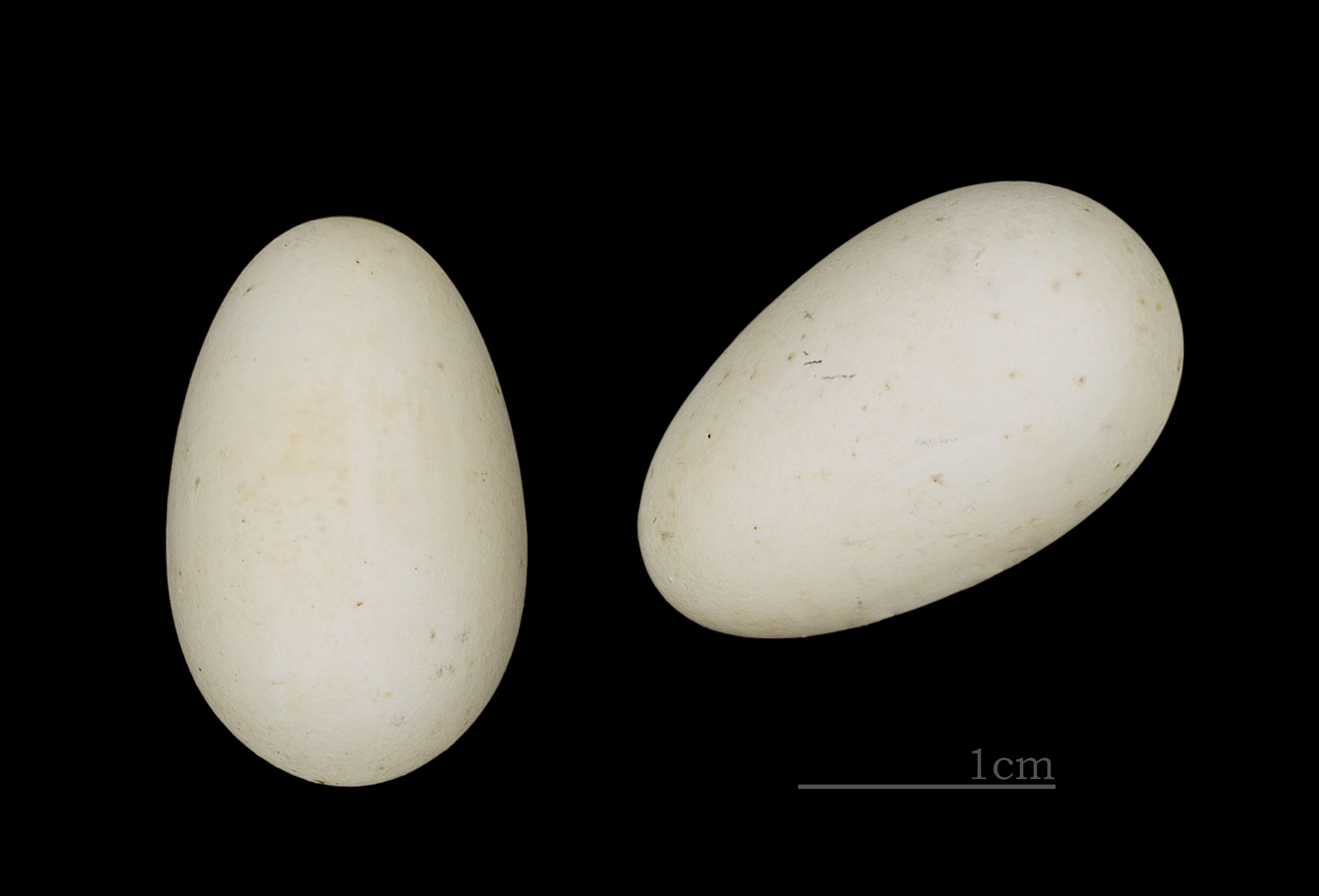